# Beckett (álbum)
Beckett es el álbum debut del cantante británico Peter Beckett, miembro del grupo Player, realizado en 1991. Es el primer y único trabajo que el músico lanza, sin ayuda de otros artistas y perteneciendo desde 1989 a la banda Little River Band como guitarrista. Después de toda una década trabajando para diversas películas, decide darse un tiempo para las grabaciones en solista. También tuvo conciertos por Estados Unidos pero años más tarde regresaría a Los Ángeles para juntarse con el otro integrante Ronn Moss y reformar nuevamente el grupo.
A continuación hay un listado de todas las canciones grabadas y escritas por Beckett. El músico también fue introducido en el The Rock Hall of Fame con su actual banda.

## Lista de canciones
- 1.I Told You So
- 2.My Religion
- 3.Brother Louie
- 4.Hangin' By A Thread
- 5.The Big Hurt
- 6.How Can The Girl Refuse
- 7.Not A Day Goes By
- 8.The Bottom Line
- 9.Still Of The Night
- 10.Falling From Grace